# Groote Lindt (buurtschap)
Groote Lindt is een buurtschap en een voormalige gemeente in de Nederlandse provincie Zuid-Holland. De gemeente was gevormd uit de gelijknamige heerlijkheid. In 1857 werden de gemeenten Kijfhoek en Heer Oudelands Ambacht bij Groote Lindt gevoegd, dat zelf in 1881 opging in de gemeente Zwijndrecht.

## Geschiedenis
Groote Lindt is vernoemd naar N. van de Lindt, een van de acht mensen die na een oproep door Hendrik van Brederode in 1331 een deel van de inpoldering van de Zwijndrechtse waard financierden. Ieder die minimaal 1/16 aandeel van de kosten van de nieuwe waard voor zijn rekening zou nemen, zou de titel ambachtsheer van een gedeelte van de waard krijgen, verleend door Willem III van Holland. De acht personen die daarop reageerden waren: Heer Schobbeland van Zevenbergen, die het gebied rond het huidige Zwijndrecht verkreeg; N. van de Lindt, naar wie de Groote en Kleine Lindt zijn genoemd; Heer Oudeland, naar wie Heer Oudelands Ambacht is genoemd; Jan van Roozendaal, die Heerjansdam verkreeg; Alewijns Ambacht en Daniels ambacht, vernoemd naar Daniel van der Merwede en Arnold van Kijfhoek, dat later bekend werd onder de naam Kijfhoek; Claes van Meerdervoort; Adriaan van Sandelingen, die Sandelingen-Ambacht verkreeg en ten slotte Zeger van Kijfhoek, wiens zoon Hendrik Ido van Kijfhoek ambachtsheer werd.

### Geboren in Groote Lindt
- Leendert Japhet Pons (1921-2008), bodemkundige, hoogleraar in Amsterdam en Wageningen.